# External Stowage Platform

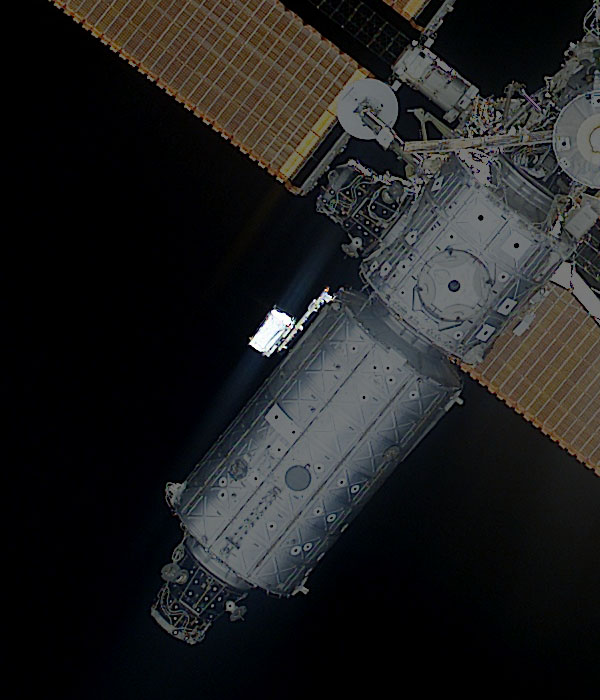
La piattaforma ESP-1 può essere osservata in questa immagine: è l'oggetto di forma rettangolare collegato con il laboratorio Destiny

La External Stowage Platform (ESP) è un componente della Stazione spaziale internazionale. Ogni piattaforma è costituita da un contenitore esterno che può contenere parti di ricambio, chiamate anche Orbital Replacement Unit (ORU) per la stazione spaziale. Ogni piattaforma non è pressurizzata, ma richiede energia per alimentare i riscaldatori dei materiali contenuti al suo interno. Le parti di ricambio sono assicurate alla piattaforma attraverso dei meccanismi chiamati Flight Releasable Attachment Mechanism. La struttura delle piattaforme sono basati sul progetto Integrated Cargo Carrier (ICC), pensato originalmente per l'uso con lo Space Shuttle e prodotte dalla Spacehab Inc..

## ESP-1
La prima External Stowage Platform, chiamata ESP-1, venne installata sul laboratorio Destiny il 13 marzo 2001 durante la seconda passeggiata spaziale della missione STS-102 dello Space Shuttle Discovery. Possiede due agganci FRAM per memorizzare gli ORU.
Attualmente contiene i seguenti equipaggiamenti:
1. Direct Current Switching Unit (DCSU)
2. Pump Flow Control System (PFCS)

## ESP-2

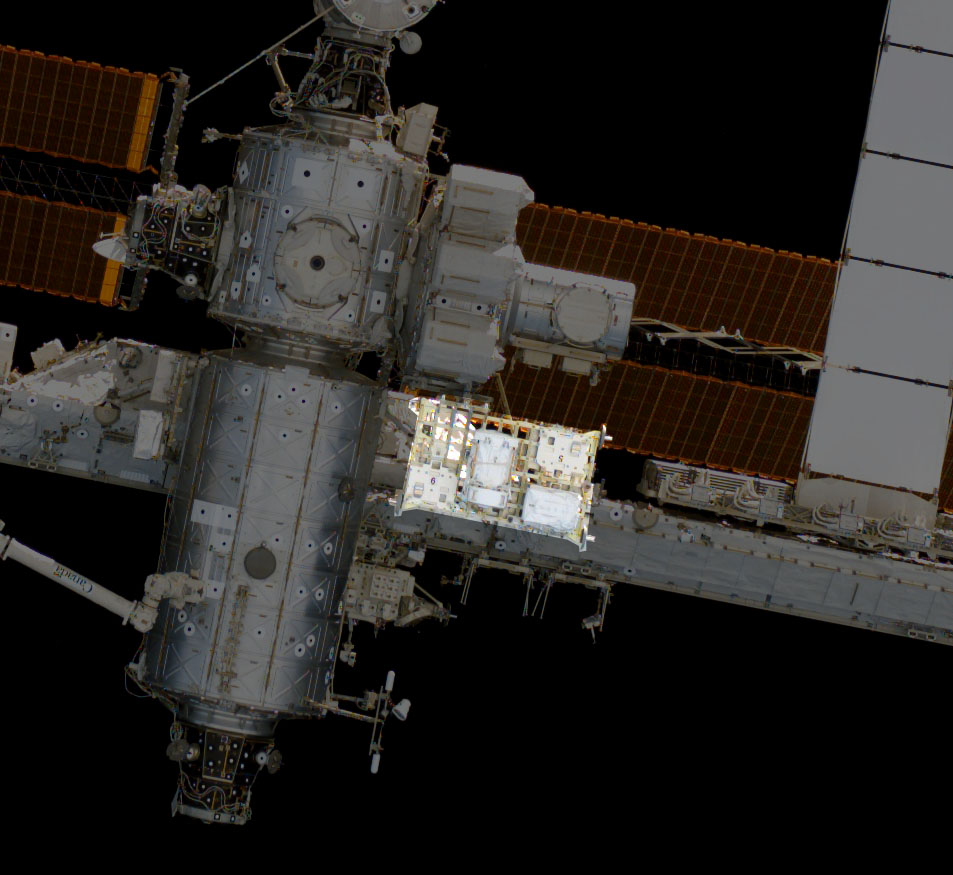
La piattaforma ESP-2 è visibile sotto il Quest Joint Airlock

La seconda External Stowage Platform, chiamata ESP-2 venne installata tramite il braccio robotico dello Shuttle Discovery e con due passeggiate spaziali durante la missione STS-114. È molto più grande della ESP1, con otto FRAM in grado di ospitare altrettanti equipaggiamenti. Come la ESP-1, essa è alimentata dal modulo Unity, ma a differenza di quest'ultima è connessa al Quest Joint Airlock tramite un dispositivo di aggancio specializzato chiamato ESP Attachment Device (ESPAD).
Attualmente contiene i seguenti equipaggiamenti:
1. Flex Hose Rotary Coupler
2. Main Bus Switching Unit
3. Utility Transfer Assembly
4. Battery Charge/Discharge Unit (BCDU)
5. Pump Module Assembly (PMA)
6. SPACEHAB/Oceaneering Space Systems - Extended Deployable
7. Main Bus Switching Unit
8. Direct Current Switching Unit (DCSU)
9. Direct Current Switching Unit (DCSU)
10. Un giunto per il braccio robotico della ISS

## ESP-3

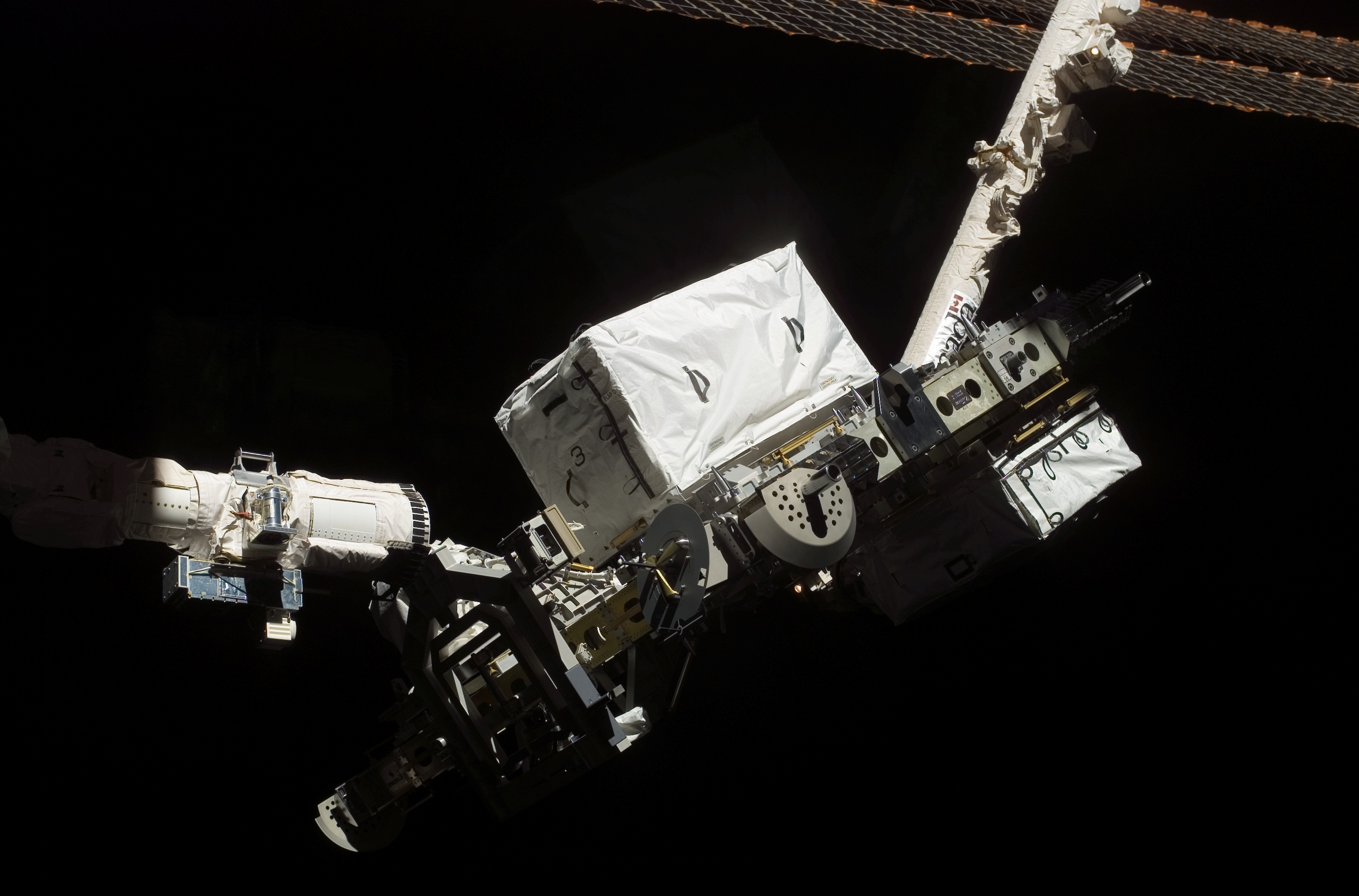
La piattaforma ESP-3

La terza External Stowage Platform, chiamata ESP-3 venne installata il 14 agosto 2007 durante la missione STS-118. Ha otto alloggiamenti in grado di contenere sette componenti della stazione spaziale. Inoltre la piattaforma ha ringhiere e punti di aggancio per cavi e punti di fissaggio per gli astronauti, che li possono impiegare mentre lavorano con i componenti contenuti al suo interno.
La ESP-3 fu il primo elemento relativamente grande della stazione ad essere installato completamente tramite l'uso dei bracci robotici. Furono impiegati il braccio robotico della stazione, quello dello Shuttle, una telecamera chiamata External Berthing Camera System (BCS) e un Photovoltaic Radiator Grapple Fixture (PVRGF), durante il settimo giorno di missione.
Attualmente contiene i seguenti equipaggiamenti:
1. Battery Charge/Discharge Unit (BCDU)
2. Pitch Roll Joint (P/R-J)
3. Flex Hose Rotary Coupler